# Romy de Rijke
Romy de Rijke (7 november 2004) is een Nederlands topkorfbalster.
Sinds 2021 speelt zij bij PKC, waarmee zij meerdere Nederlandse en Europese titels won.
Ook is zij sinds 2025 een speelster van Oranje.

## Spelerscarrière
De Rijke begon met korfbal bij de Zeeuwse club Fortis (Oost Souburg). Hier doorliep ze de jeugdteams.
In 2021, op 16-jarige leeftijd, sloot De Rijke zich aan bij het grote PKC uit Papendrecht.
In haar eerste jaar, 2021-2022 speelde zij in de tweede selectie van PKC, maar al in haar 2e seizoen (2022-2023) werd zij door hoofdcoaches Wim Scholtmeijer en Jennifer Tromp toegevoegd aan de hoofdmacht van PKC.
In seizoen 2022-2023 begon PKC in een favorietenrol in de competitie. De ploeg was in de beginfase van de Korfbal League het sterkste van alle ploegen. In dit seizoen kreeg De Rijke haar eerste minuten in PKC 1. In januari 2023 mocht de ploeg zijn kwaliteit laten zien in een vernieuwde opzet van de Europacup, namelijk de Korfball Champions League. PKC versloeg in de halve finale de Belgische zaalkampioen Floriant met 21-13, waardoor het zich plaatste voor de finale. In deze finalestrijd won PKC van de Nederlandse zaalkampioen Fortuna met 19-10 waardoor het de eerste Champions League winnaar was.
In de eigen competitie zette PKC de goede lijn door en stond na de 18 reguliere speelrondes op plek 1 met 30 punten. In de play-off serie moest PKC aantreden tegen het als nummer 4 geplaatste LDODK. In deze best-of-3 serie won PKC in 2 wedstrijden en plaatste zich zodoende voor de 4e zaalfinale op rij. Dit maal was DVO de tegenstander. In de zaalfinale was PKC al snel te sterk en won het met duidelijke cijfers, 33-20. Hiermee pakte PKC ook een record, want het was nog nooit eerder gebeurd in de geschiedenis van de Korfbal League dat een ploeg boven de 30 goals maakte. Voor De Rijke was in deze zaalfinale een basisplaats weggelegd omdat international Brett Zuijdwegt geblesseerd aan de kant zat.
Iets later, in de veldcompetitie, deed PKC ook goede zaken. Zo stond de ploeg na de reguliere competitie bovenaan de Ereklasse B. Hierdoor had de ploeg zich geplaatst voor de kruisfinale. In de kruisfinale won PKC met 17-15 van LDODK, waardoor het zich voor het tweede jaar op rij plaatste voor de veldfinale. In de finale was Fortuna de tegenstander en PKC won de wedstrijd met 18-13, waardoor het de veldtitel prolongeerde.
In het volgende seizoen (2023-2024) werd het wederom en sterk seizoen voor PKC. In de zaalcompetitie won PKC 15 van de 18 wedstrijden en stond na de reguliere competitie op de 1e plek. Zodoende ging PKC als favoriet de play-off serie in. In de best-of-3 serie was KZ de tegenstander, de ploeg die als 4e eindigde in de competitie. PKC won in 2 wedstrijden, waardoor het zich plaatste voor de zaalfinale in Ahoy. Net als in het seizoen ervoor was DVO de tegenstander in Ahoy. In deze zaalfinale gaf DVO PKC meer partij, maar ook nu wist PKC de wedstrijd te winnen (23-21). Hierdoor wist PKC hun zaaltitel te prolongeren. Iets later, in de veldcompetitie, plaatste PKC ongeslagen zichzelf voor de kruisfinale. Hier was Fortuna de tegenstander en die bleek een maatje te groot, PKC verloor de kruisfinale met 12-11.
Seizoen 2024-2025 zou een bijzonder seizoen worden voor PKC. De ploeg, als titelhouder, begon de competitie wat rommelig. Ploegen zoals DVO, Fortuna en LDODK hadden zich al een tijdje voor de play-offs van de Korfbal League geplaatst en PKC moest met AKC Blauw-Wit uitmaken welke ploeg het laatste play-off ticket zou krijgen. Het kwam aan op de laatste speelronde en PKC verzekerde zich op het nippertje van het laatste play-off plaatsje. Zodoende ging PKC als nummer 4 de play-offs in en moest het daardoor opnemen tegen de nummer 1 van de reguliere competitie, DVO. In de best-of-3 serie won PKC overtuigend in 2 wedstrijden waardoor het (tegen de verwachtingen in) zich alsnog plaatste voor de zaalfinale, voor de 7e keer op rij. In de zaalfinale was Fortuna de tegenstander en PKC won de finale met 21-17, mede dankzij een sterk optreden van Jorien Jordaan. Hierdoor was PKC voor het 3e jaar op rij de zaalkampioen.
Iets later, in de veldcompetitie stond PKC ook in de finale. In de finale was DOS'46 de tegenstander. De finale eindigde in 19-19 gelijkspel en ook na verlenging was er geen winnaar. De finale werd besloten via strafworpen, waarbij DOS'46 de wedstrijd won.

## Erelijst
- Korfbal League kampioen, 3x (2023, 2024, 2025)
- Ereklasse kampioen, 1× (2023)
- Champions League kampioen zaalkorfbal, 3× (2023, 2024, 2025)

## Oranje
In 2025 werd De Rijke toegevoegd aan de selectie van het Nederlands korfbalteam, onder leiding van bondscoach Ard Korporaal.